# RoboCop (franchise)

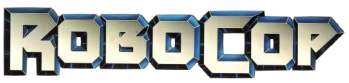
Logo del franchise

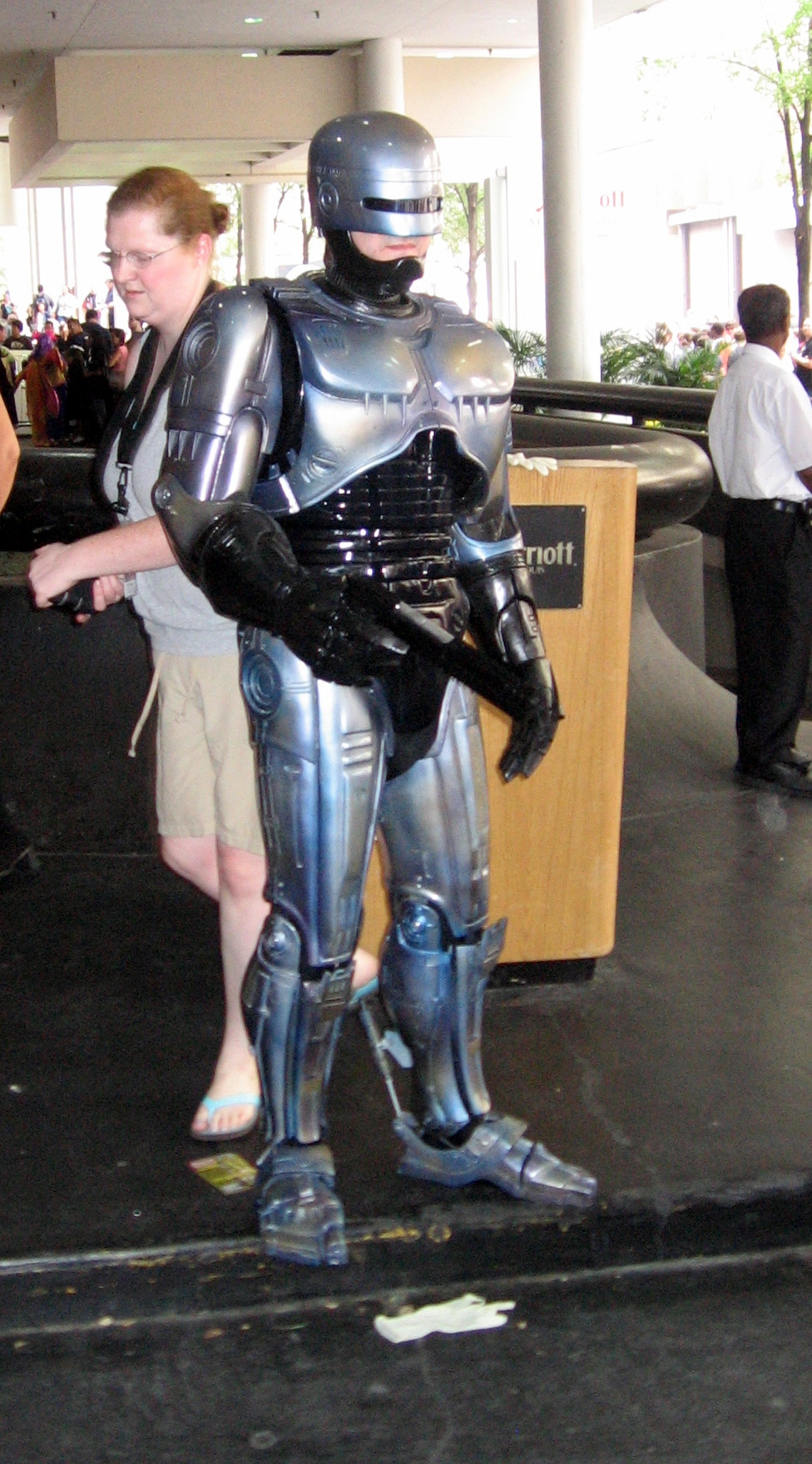
Il poliziotto robot protagonista del franchise

Il franchise di RoboCop è cominciato nel 1987 con il film RoboCop.
Ad esso sono seguiti i film RoboCop 2 (1990), RoboCop 3 (1993) e il reboot RoboCop (2014), oltre a diverse serie televisive (tra cui live-action e animazione), videogiochi e fumetti.

## Film

### Trilogia originale

#### RoboCop(1987)
RoboCop (anche noto col sottotitolo Il futuro della legge) è un film del 1987 diretto da Paul Verhoeven, con protagonista Peter Weller.
Ambientato in una Detroit dominata dal crimine, in un futuro prossimo immaginario, il film è incentrato sull'agente di polizia Alex Murphy (Weller) che viene assassinato da una banda di criminali e successivamente rianimato dalla megacorporazione Omni Consumer Products (OCP) come il cyborg tutore della legge RoboCop. Ignaro della sua vita precedente, RoboCop esegue una brutale campagna contro il crimine mentre fa i conti con i frammenti persistenti della vita precedente.
Nella sceneggiatura sono presenti note satiriche e un feroce cinismo. Il film è stato prodotto dalla Orion Pictures. Trovare un regista si è rivelato difficile; Verhoeven respinse la sceneggiatura due volte perché non ne capiva il contenuto satirico fino a quando non ne era stato convinto dalla moglie.
Nonostante le difficoltà previste nel marketing del film, in particolare a causa del titolo, il film ha avuto un buon successo commerciale sulla base delle reazioni della critica prima dell'uscita e del passaparola. RoboCop è stato un buon mercato finanziario al momento della sua uscita nel luglio 1987, guadagnando 53,4 milioni di dollari. Le recensioni lo hanno elogiato come un film d'azione intelligente con messaggi filosofici e satirici profondi, ma sono state più conflittuali per l'estrema violenza. Il film è stato candidato per diversi premi e ha vinto un Premio Oscar oltre a numerosi Saturn Awards.

#### RoboCop 2(1990)
RoboCop 2 è un film del 1990 diretto da Irvin Kershner, sequel di RoboCop di Paul Verhoeven (1987), e precede RoboCop 3 di Fred Dekker (1993). Nel 1991 ebbe tre nomination agli Saturn Award.

#### RoboCop 3(1993)
RoboCop 3 è un film del 1993 diretto da Fred Dekker, sequel di RoboCop 2 (1990) di Irvin Kershner e terzo e ultimo capitolo della saga avviata da Paul Verhoeven con RoboCop (1987).

### Reboot

#### RoboCop(2014)
RoboCop è un film del 2014 diretto da José Padilha.
È un film di fantascienza, reboot dell'omonimo film del 1987.
Verso la fine del 2005 la Screen Gems annunciò l'intenzione di realizzare un remake di RoboCop, ma dopo nemmeno un anno il progetto non si concretizzò. Nel marzo 2008 la MGM, attraverso un comunicato stampa, annuncia il progetto di realizzare un reboot del franchise. Successivamente viene presentato un teaser poster che riportava l'intenzione di distribuire il film del 2010.
Nel luglio 2008 Darren Aronofsky e David Self furono originariamente assunti, rispettivamente, per dirigere e scrivere il film. La data di uscita fu posticipata al 2011. Nel gennaio del 2010 il progetto entrò in fase di stallo a causa di problemi finanziari della MGM e di varie divergenze creative con il regista, incentrate principalmente sulla possibilità di girare il film in 3-D, tecnica poco incline ad Aronofsky. Nel luglio 2010 Darren Aronofsky abbandona ufficialmente il progetto.
Nel marzo 2011 viene annunciato che il regista brasiliano José Padilha è stato assunto per dirigere il reboot, al posto di Aronofsky, grazie al successo commerciale dei suoi film Tropa de Elite - Gli squadroni della morte e Tropa de Elite 2 - Il nemico è un altro. Sempre a marzo 2011 Josh Zetumer viene ingaggiato per scrivere lo script del film.

## Serie televisive

### Live action
RoboCop è una serie televisiva basata sull'omonimo film. Ha come protagonista Richard Eden, che interpreta il personaggio del titolo.
Destinata principalmente a bambini e giovani adolescenti, è praticamente priva di quella violenza che è stato il segno distintivo dei film RoboCop e RoboCop 2. Piuttosto che uccidere i criminali, RoboCop adesso si serve di alternative non letali; in questo modo gli antagonisti possono ripresentarsi in episodi successivi.
Nella serie, ambientata dopo il primo film, viene introdotto il personaggio di Diana, segretaria della multinazionale OCP la cui personalità viene trasferita nel super-computer che governa la rete informatica della città, Metronet. Diana interviene di frequente ad aiutare RoboCop nelle sue missioni, comparendo sotto forma di ologramma.
Il presidente OCP e le sue società sono descritti semplicemente come ingenui e ignoranti, in contrasto con il loro comportamento cinico e a volte immorale presente nei film.

### Animazione
Le due serie animate RoboCop e RoboCop: Alpha Commando. La prima era prodotta nel 1988 da Marvel Productions, basato sul protagonista del film RoboCop. In Italia gran parte degli episodi sono pubblicati anche in VHS dalla Stardust Video. La seconda era di produzione canadese e statunitense dalla Metro Goldwyn Mayer ed Orion Pictures Corporation. La serie televisiva è composta da 40 episodi in un'unica stagione. La prima TV in Canada è avvenuta dal 7 settembre 1998 al 3 febbraio 1999. Entrambi sono parte del franchise dedicato a RoboCop.

## Videogiochi
Inizialmente uscirono videogiochi legati a ciascuno dei tre film, ma ci furono alcune produzioni anche molti anni dopo la prima serie cinematografica.
- RoboCop (1988–1989), un arcade di successo, ma meno riuscito nelle conversioni domestiche
- RoboCop (1990), flipper della Data East
- RoboCop 2 (1990–1991), un arcade con migliori conversioni domestiche
- RoboCop 3 (1993), di fatto due titoli molto diversi, di cui quello per i computer a 16 bit dotato di grafica 3D, mentre le altre versioni mantengono la struttura 2D dei giochi precedenti.
- RoboCop versus The Terminator (1993–1994), crossover con Terminator basato sul fumetto
- RoboCop (2001), un'esclusiva per Game Boy Color
- RoboCop (2003), tipico sparatutto in prima persona
- RoboCop (2004) per cellulari J2ME, simile ai classici della serie
- RoboCop (2014) per iOS e Android, tratto dal film del 2014
- RoboCop: Rogue City (2023)

### Altri videogiochi
RoboCop è anche un personaggio DLC giocabile nel videogioco Mortal Kombat 11 (2019).

## Fumetti
- RoboCop (Marvel Comics, 1990–1992) - 23 numeri, più gli adattamenti dei primi due film
- RoboCop versus The Terminator (Dark Horse Comics, 1992)
- RoboCop (Dark Horse Comics, 1992-?)
- RoboCop (Avatar Press, 2003–2006) - 9 numeri